# Ellipteroides histrionicus
Ellipteroides histrionicus är en tvåvingeart som först beskrevs av Alexander 1943.  Ellipteroides histrionicus ingår i släktet Ellipteroides och familjen småharkrankar.
Artens utbredningsområde är Peru. Inga underarter finns listade i Catalogue of Life.